# Геомагнитная буря 2024 года
В мае 2024 года, во время 25-го цикла солнечной активности, произошла серия мощных геомагнитных бурь, ставшая сильнейшей на Земле с 2003 года (известная также как Буря Победы), и вызвавшая полярные сияния на гораздо более низких широтах, чем обычно, как в северном, так и в южном полушариях.

## Солнечные вспышки и корональные выбросы массы
8 мая 2024 года в активной области Солнца, которой Национальное управление океанических и атмосферных исследований (NOAA) присвоила номер 3664, произошли солнечные вспышки интенсивностью X1.0, М8.69, Х1.02 и М9.8, которые вызвали несколько корональных выбросов массы (КВМ) в сторону Земли. 9 мая в активной области произошли вспышки интенсивностью X2,25 и X1,12, каждая из которых была вызвана КВМ. 10 мая в этой области произошла вспышка интенсивностью X3,98, а 11 мая в 01:23 UTC произошла ещё одна вспышка интенсивностью X5.8. В области также произошёл солнечно-протонный шторм интенсивностью S1, пики которой достигли S2. 14 мая в 16:50 UTC из группы 3664 при ее уходе с видимого диска Солнца произошла вспышка Х8.7, мощнейшая на тот момент в 25-м цикле солнечной активности

## Геомагнитная буря
Три КВМ от 8 мая достигли Земли 10 мая 2024 года, вызвав сильные и экстремальные геомагнитные бури с яркими и очень продолжительными полярными сияниями. Полярное сияние можно было увидеть из деревни Ханлэ на севере Индии, недалеко от города Урумчи на северо-западе Китая, а также в Европе, в том числе в Хорватии и южной Испании. В Северной Америке полярные сияния наблюдались даже во Флориде и Мексике. В Южном полушарии полярное сияние было заметно в Новой Зеландии, Австралии, Чили, Аргентине, Южной Африке, Уругвае и Намибии.
За счёт межпланетного магнитного поля, достигающего величины 73 нТл вдоль магнитной оси Земли, ориентированной сильно на юг, а также из-за умеренно высокой плотности и скорости солнечного ветра, достигающей 750—800 км/с, это событие было классифицировано как геомагнитная буря класса G5, что сделало её самой интенсивной бурей со времён «Хэллоуинской» бури в 2003 году. Ожидалось, что несколько других КВМ достигнут Земли 11 и 12 мая.

## Последствия
Геомагнитная буря негативно повлияла на наземное вещание и двустороннюю радиосвязь в диапазонах ВЧ, ОВЧ и УВЧ, помешав распространению радиоволн в ионосфере.
Starlink, глобальная спутниковая система, насчитывающая более 6000 спутников на низкой околоземной орбите, испытала ухудшение качества обслуживания из-за интенсивности солнечных бурь и находилась «под большим давлением, но держалась», по словам Илона Маска, генерального директора компании SpaceX.
В Канаде энергетические компании BC Hydro и Hydro-Québec заявили, что они готовились к буре и наблюдали за её воздействием на Землю 10—11 мая. В отличие от 1989 года, когда солнечная буря вызвала девятичасовое отключение электроэнергии в Квебеке, об отключениях электроэнергии из-за воздействия бури мая 2024 года не сообщалось.
В Новой Зеландии компания Transpower объявила аварийную ситуацию в сети и вывела из строя некоторые линии электропередачи в качестве меры предосторожности против бури.
В США телекоммуникационные компании AT&T и T-Mobile заявили, что они готовы реагировать на сбои в работе своих сетей, но прогнозировалось, что значительное воздействие на услуги сотовой связи маловероятно, поскольку сети используют частоты, отличные от ВЧ-диапазонов, затронутых солнечной бурей. В то время как NOAA сообщило о сбоях в энергосистеме и ухудшении работы GPS и высокочастотной радиосвязи, Федеральное агентство по управлению в чрезвычайных ситуациях (FEMA) и Министерство энергетики США не сообщили о каких-либо существенных воздействиях.

## Галерея

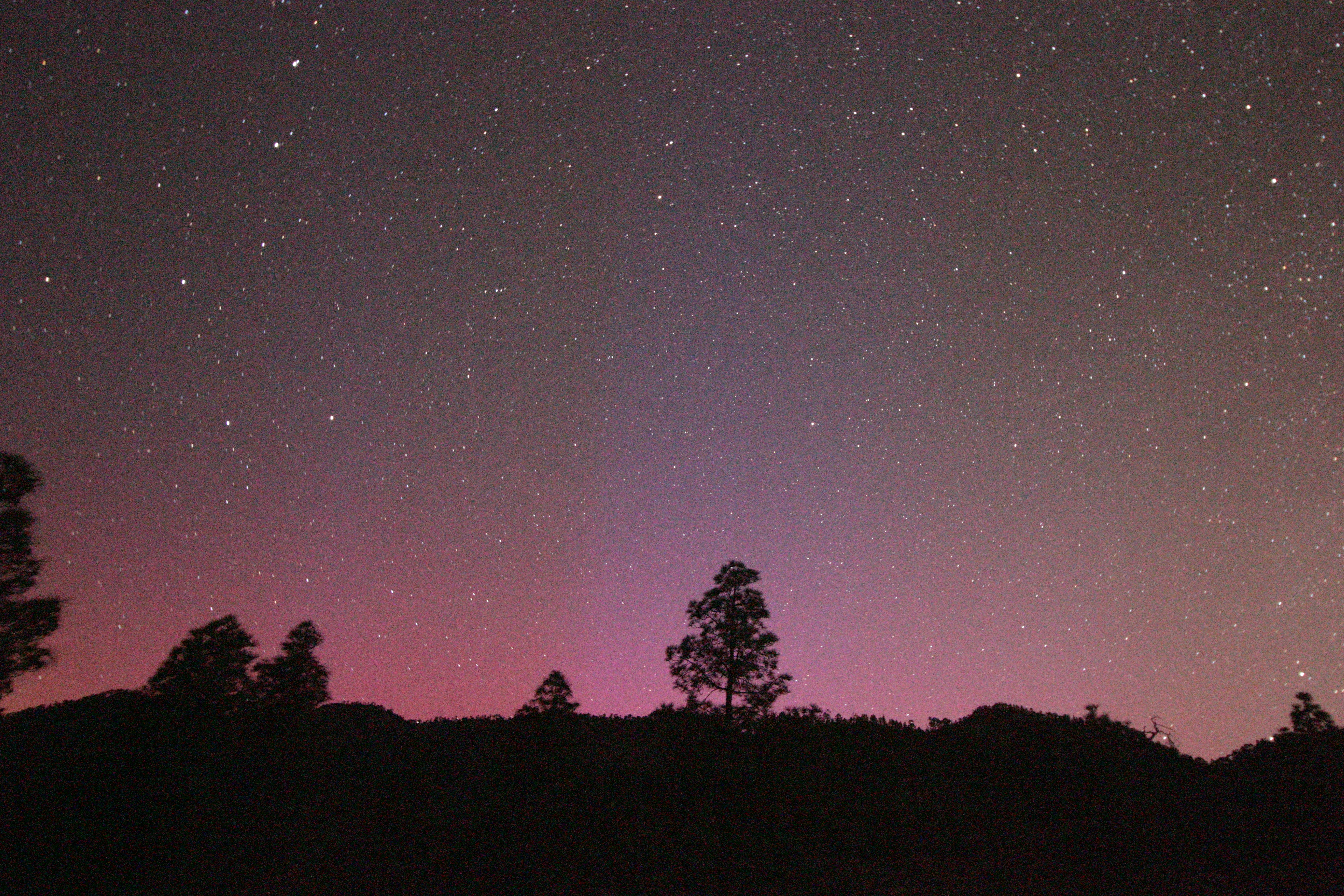
Гран-Канария, Канарские острова, Испания (28°N)
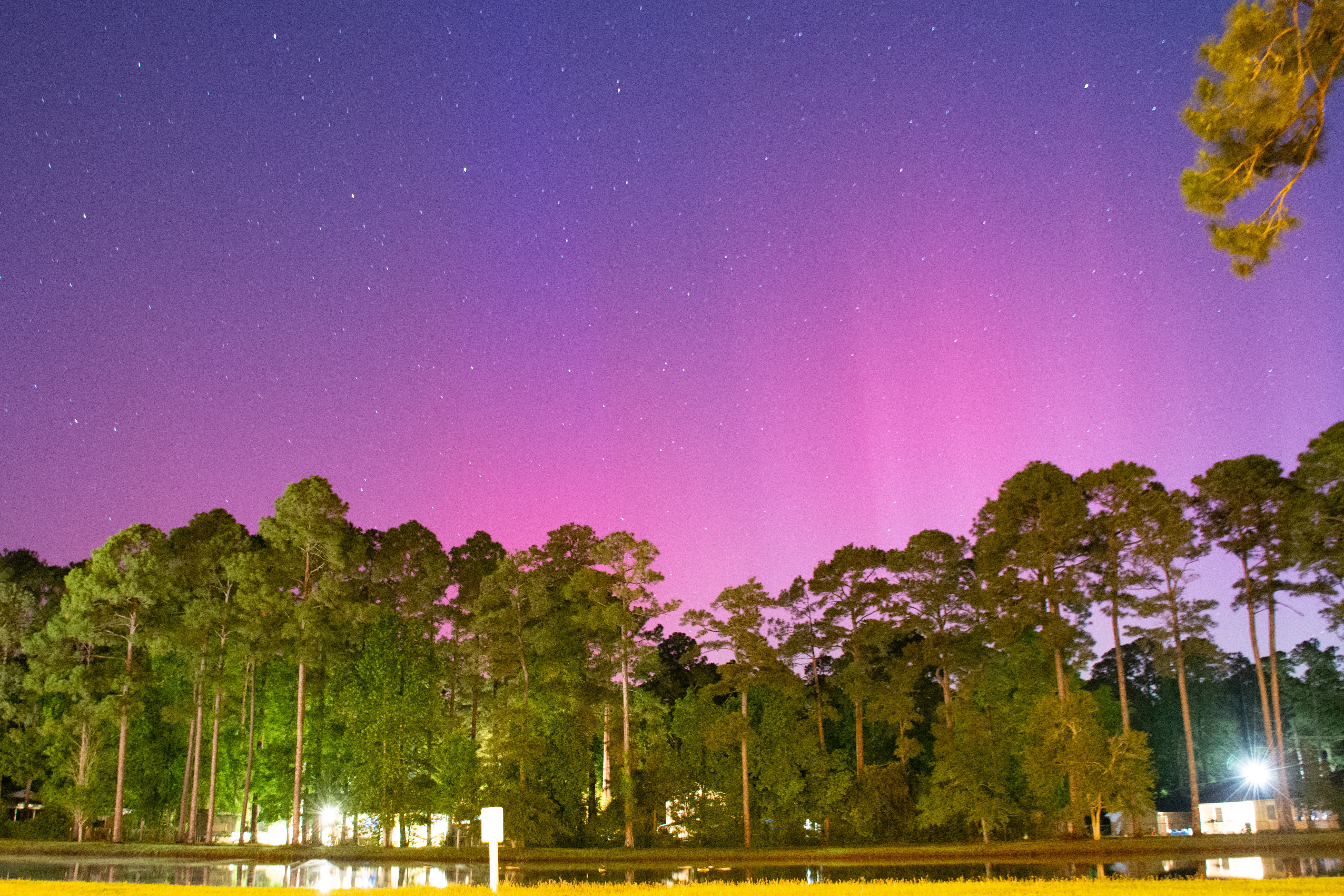
Остров Поули[англ.], Южная Каролина, США (33°N)
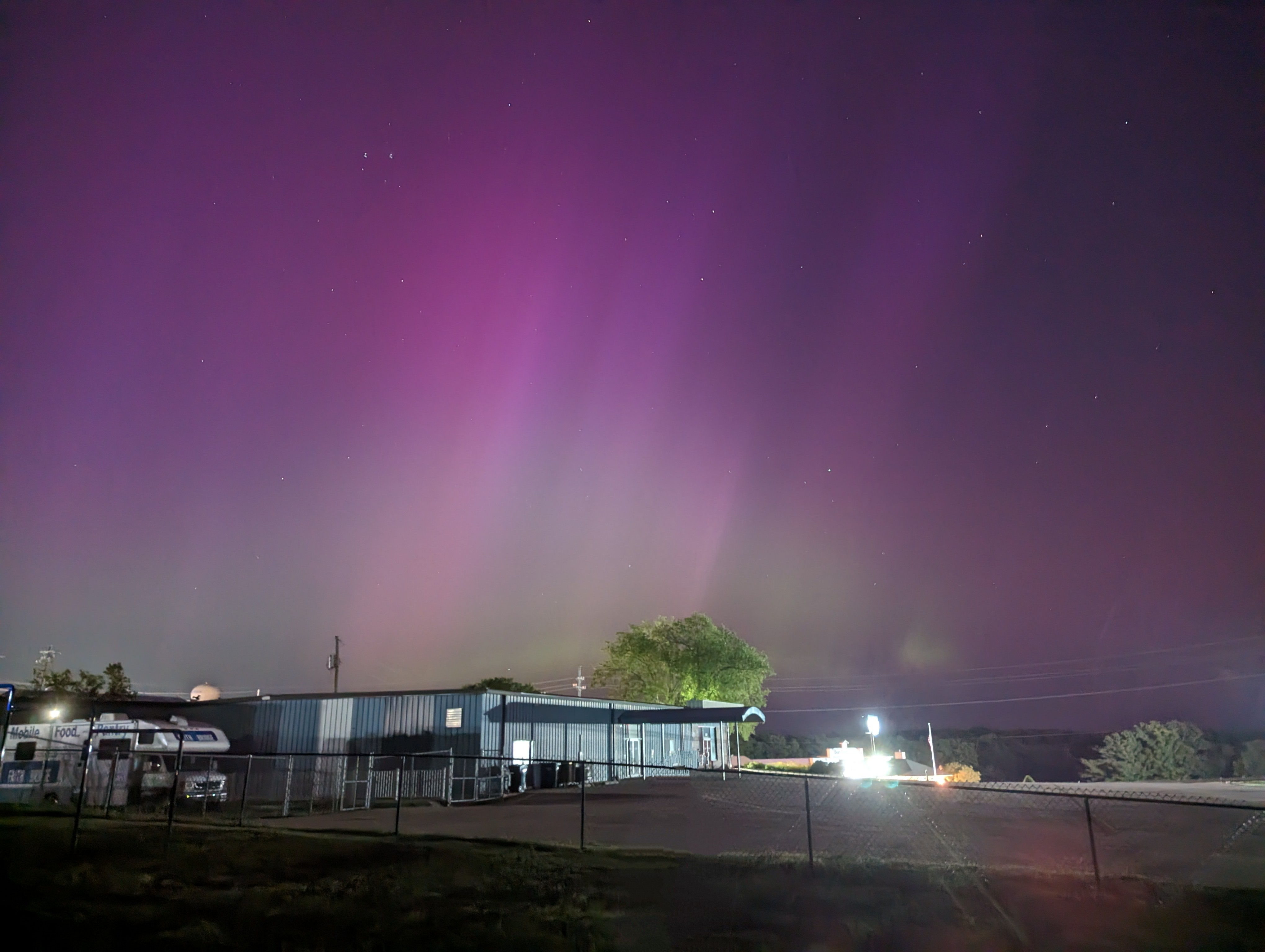
Полярное сияние в Осейдж-Бич[англ.], Миссури, США (38°N)
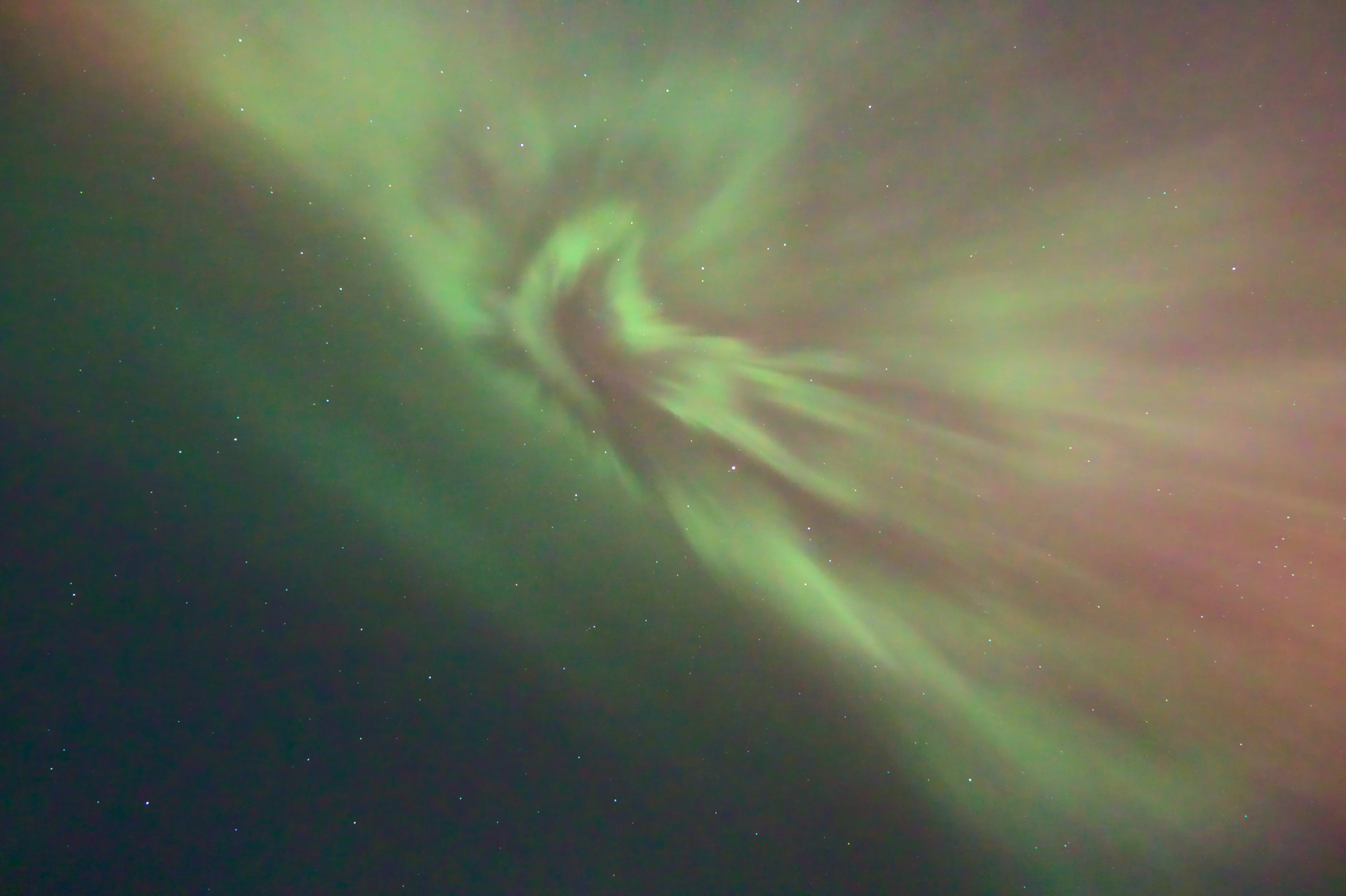
Онава?!, Айова, США (42°N)
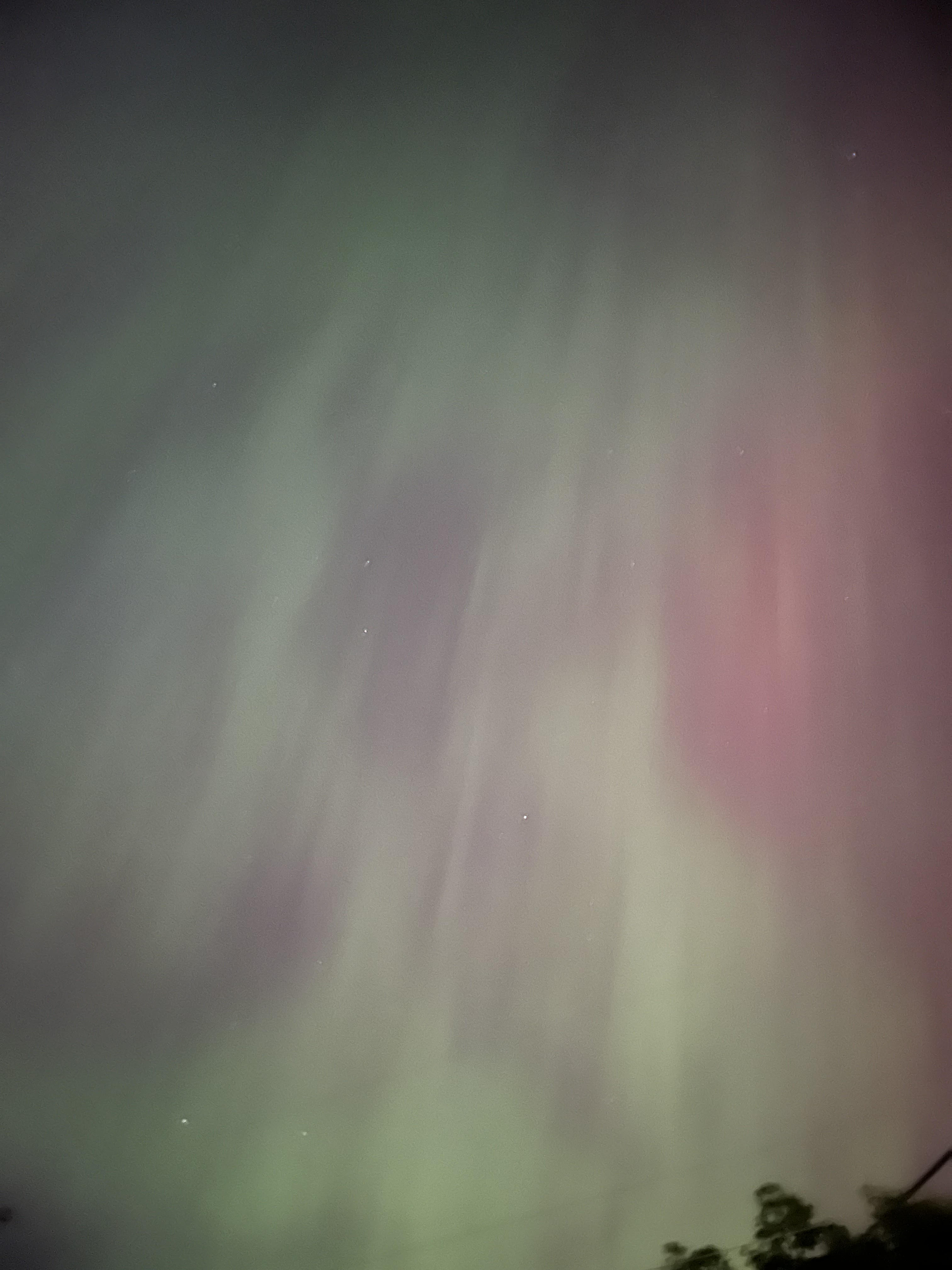
Отелло[англ.], Вашингтон, США (46°N)
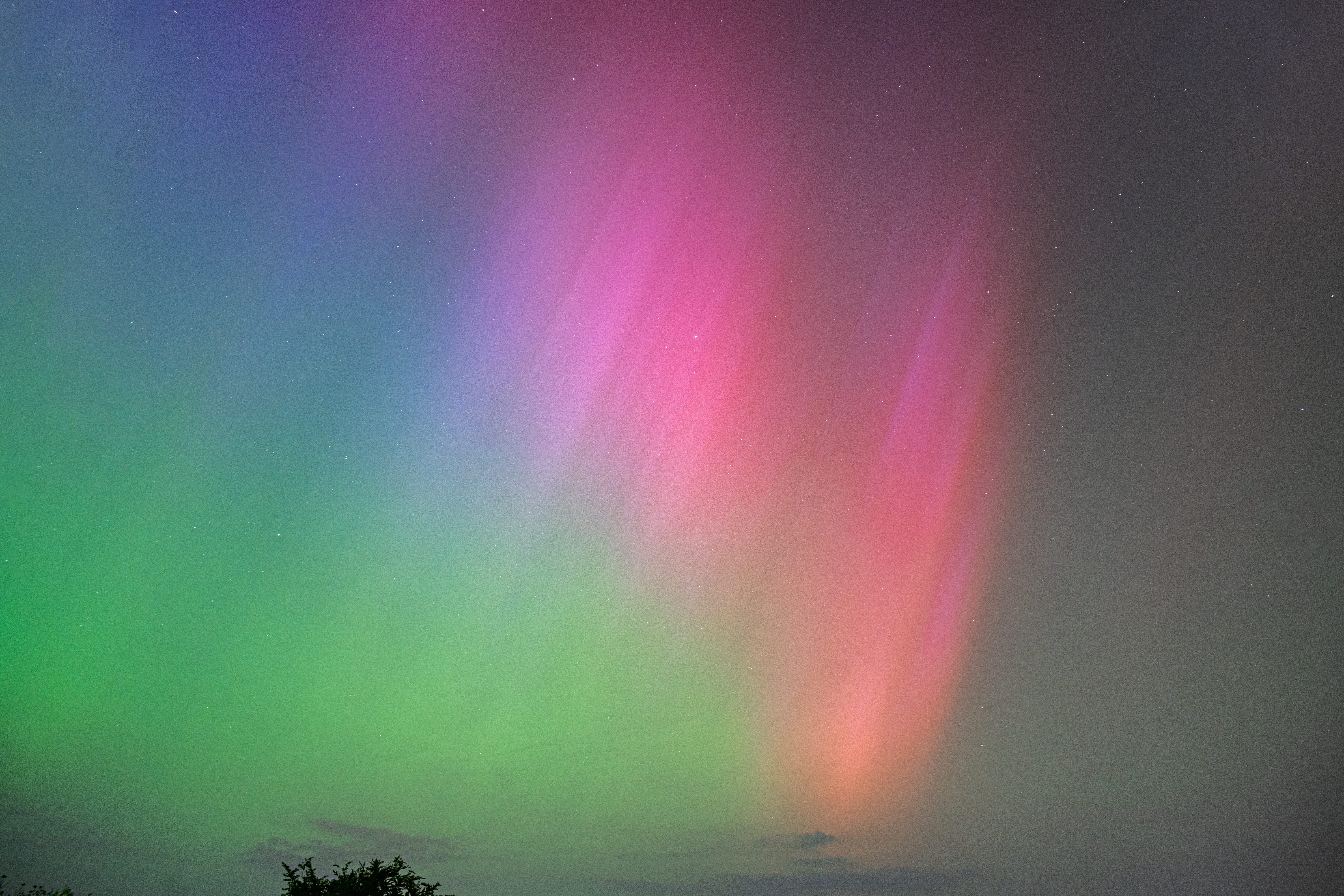
Кумбран, Уэльс, Великобритания (46°N)
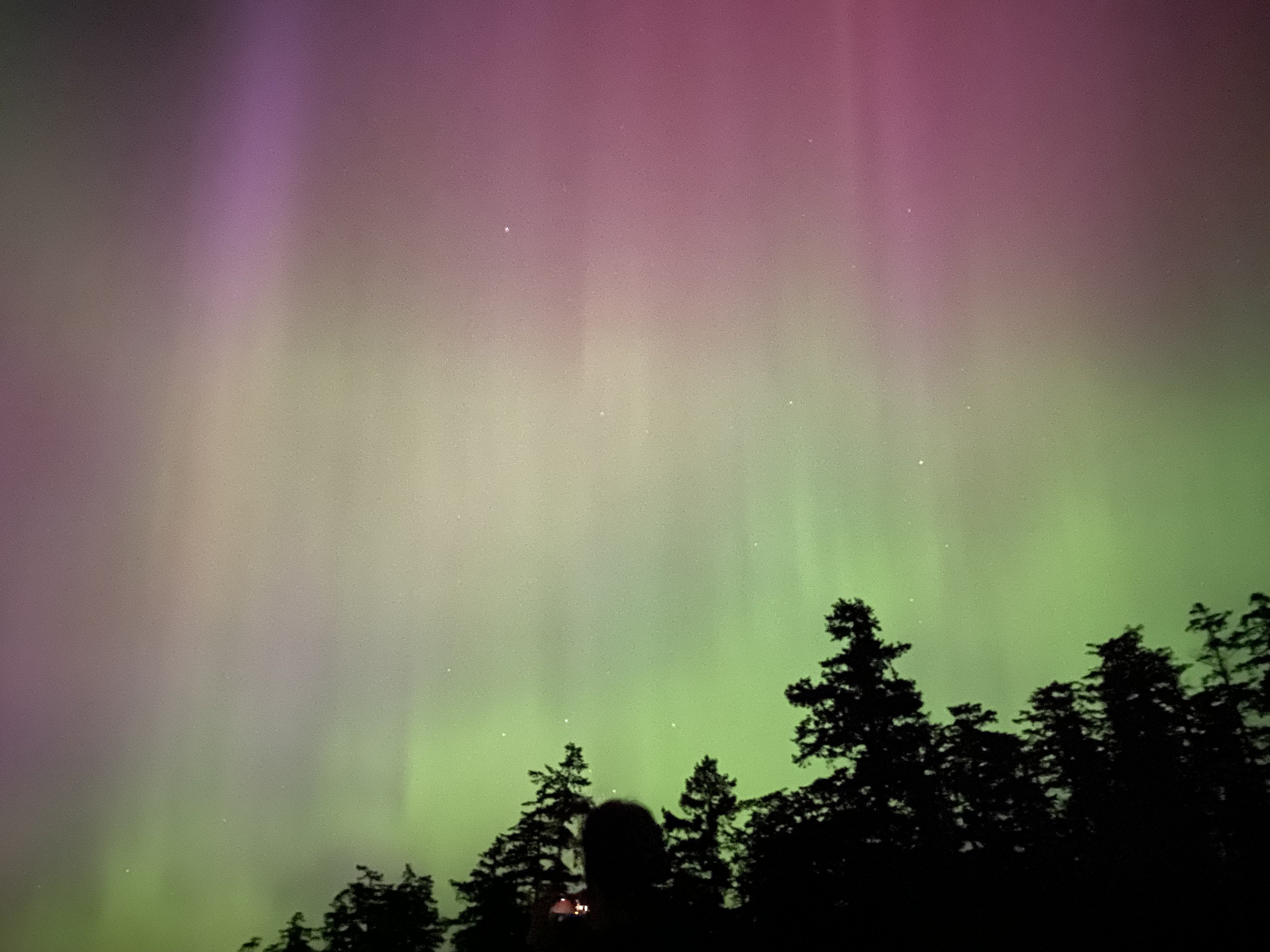
Бей-Вью, Вашингтон, США (48°N)
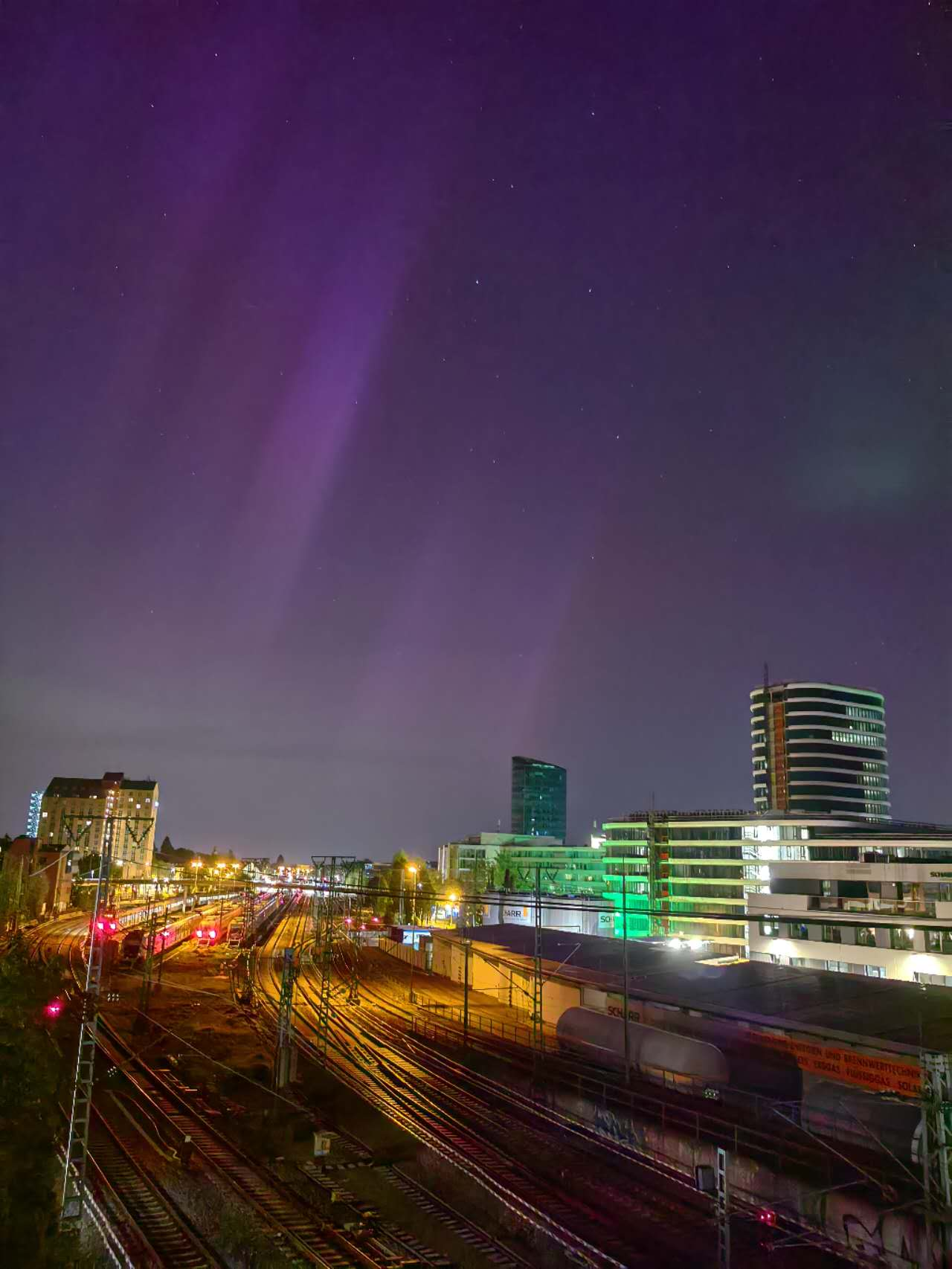
Штутгарт, Баден-Вюртемберг, Германия (49°N)
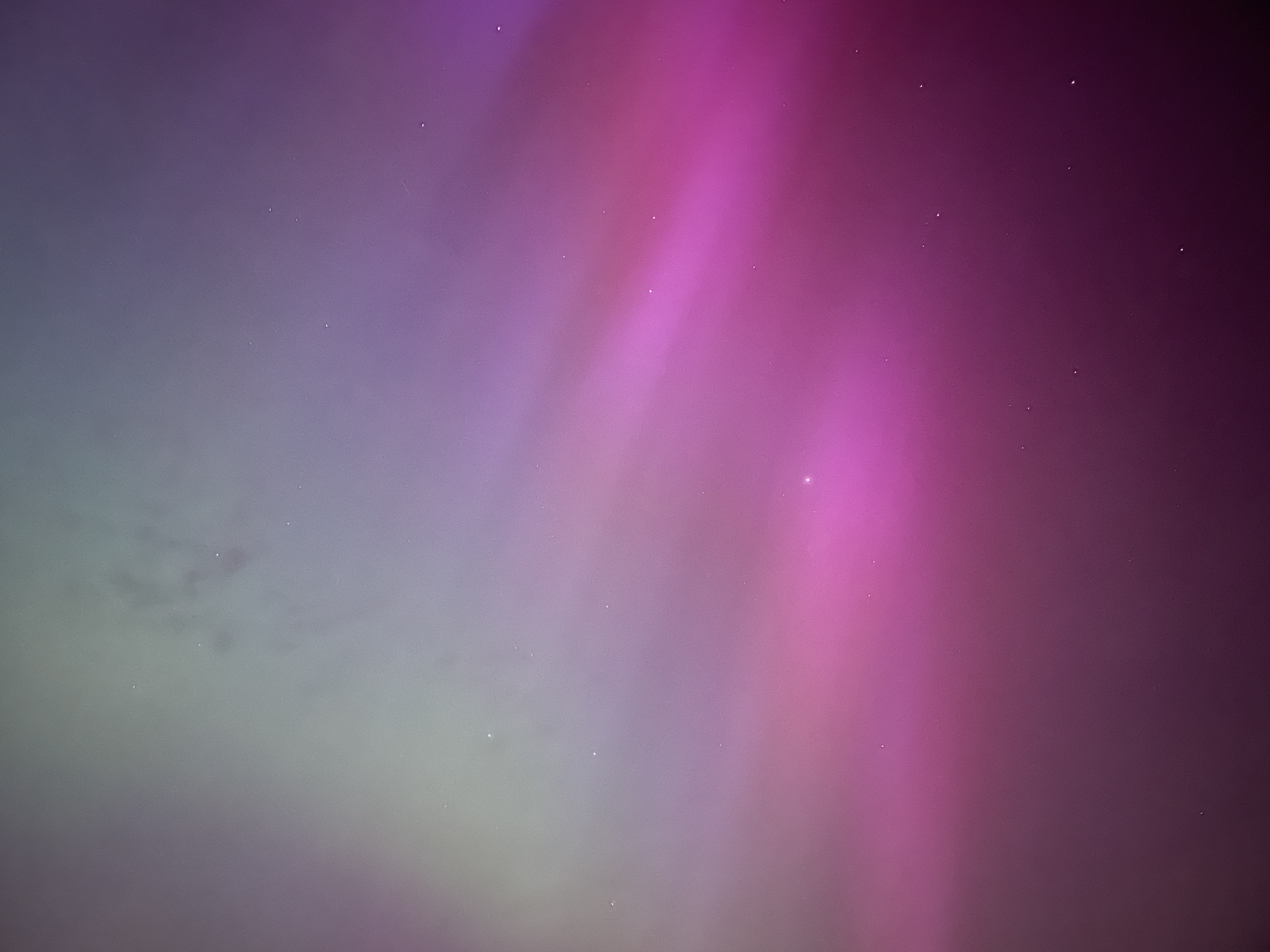
Окфорд-Хилл[англ.], Дорсет, Великобритания (50°N)
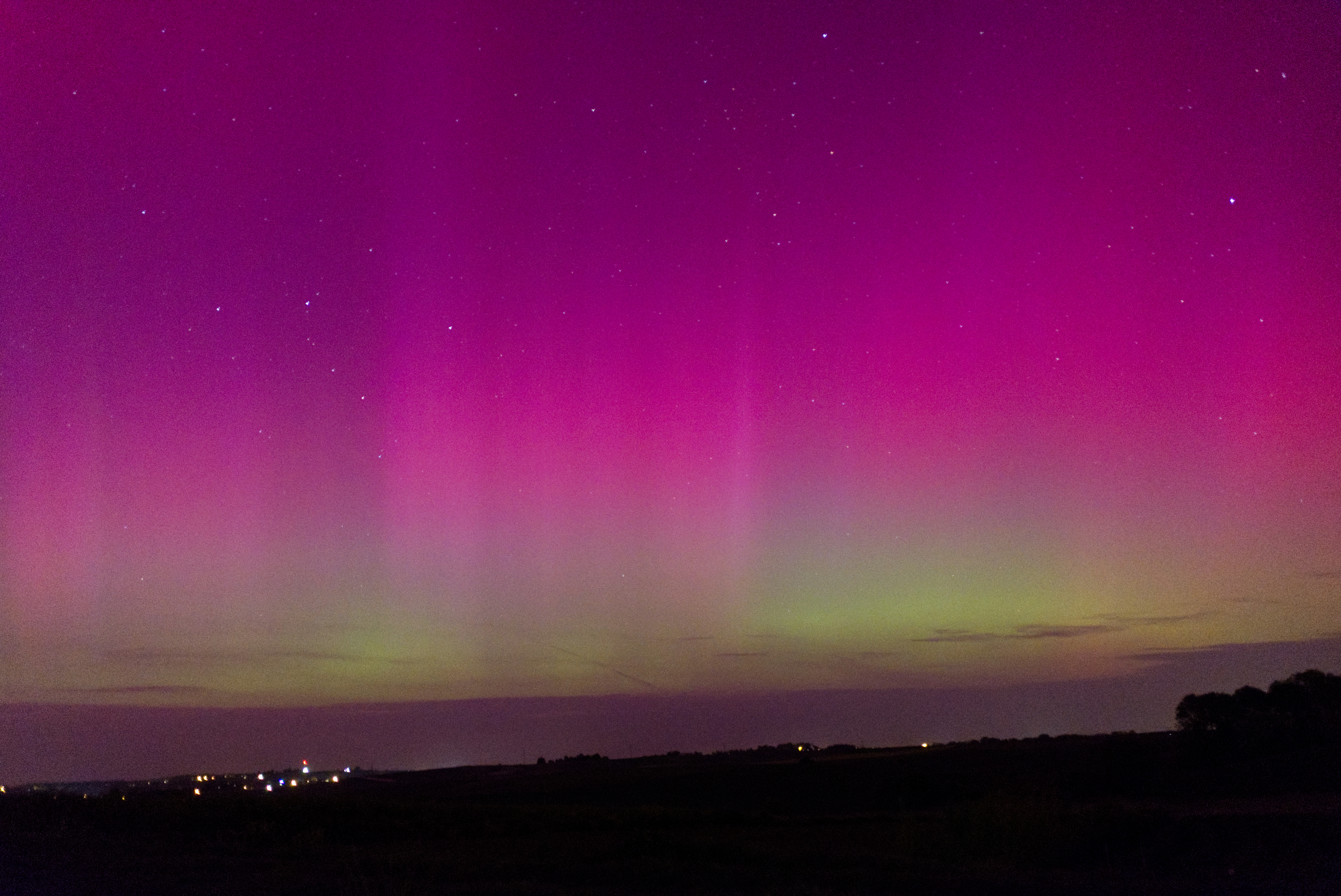
Краков, Польша (50°N)
- Германия (51°N)
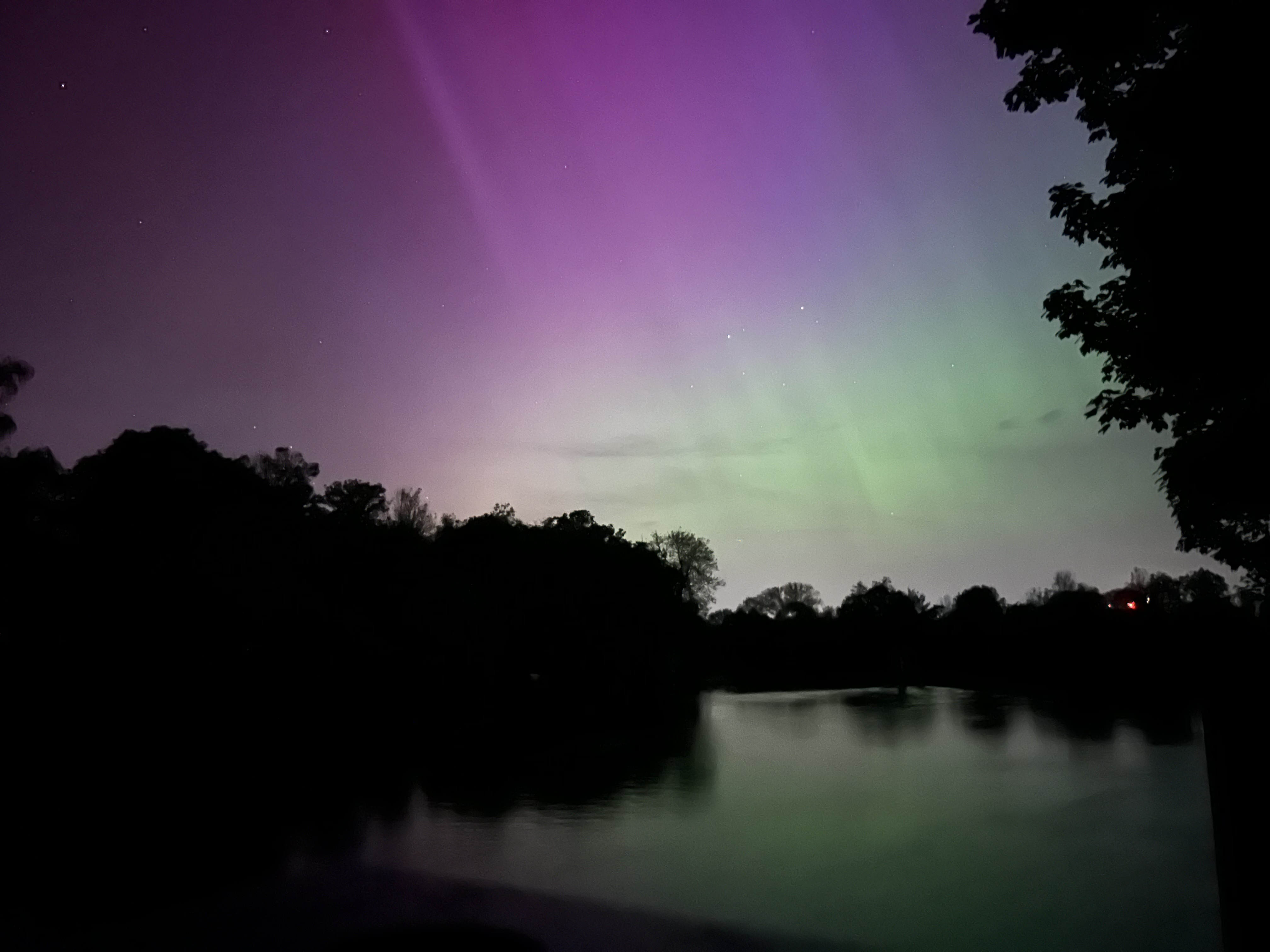
Брей[англ.], Беркшир, Великобритания (51°N)
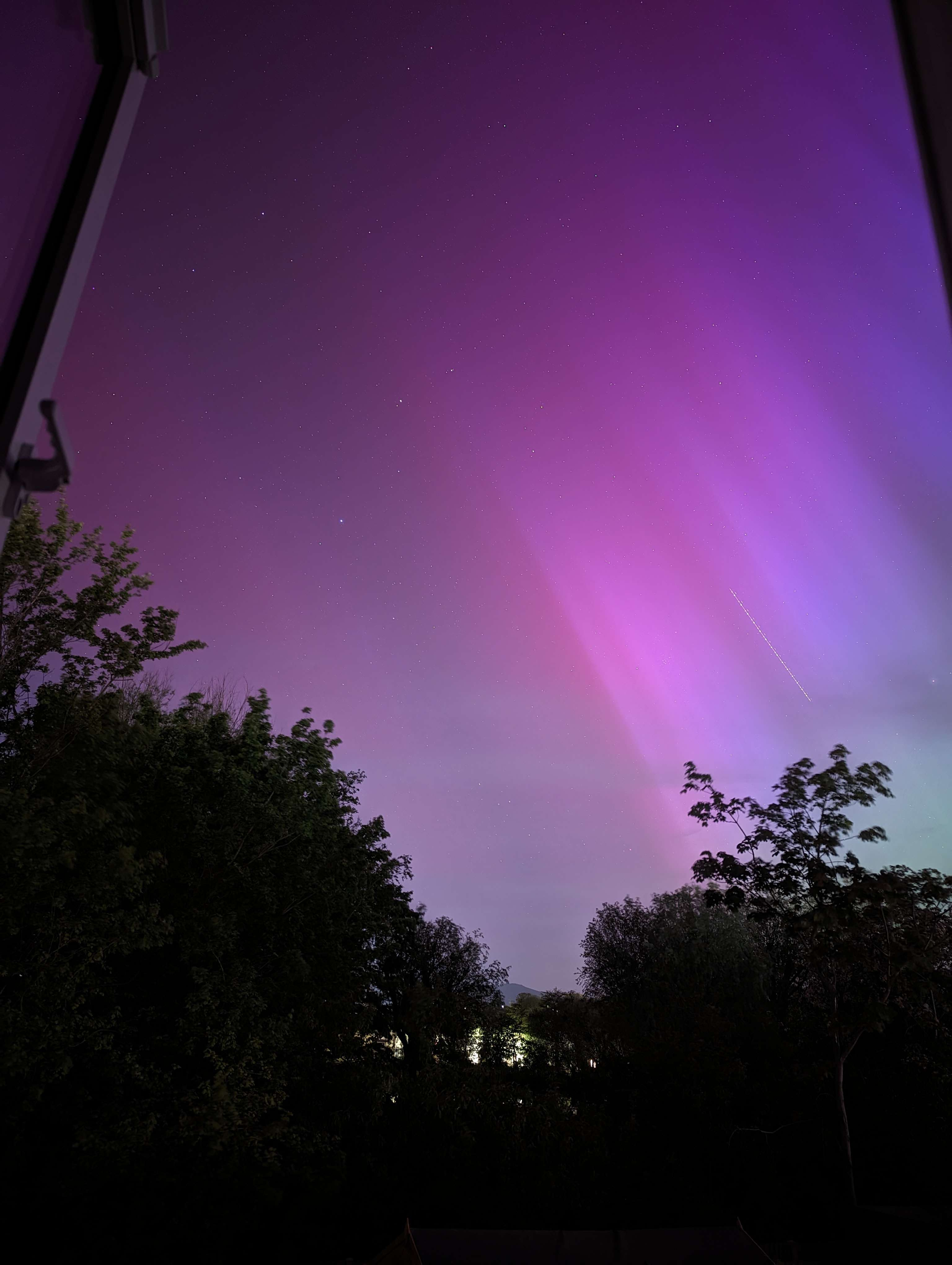
Восточный Суссекс, Великобритания (51°N)
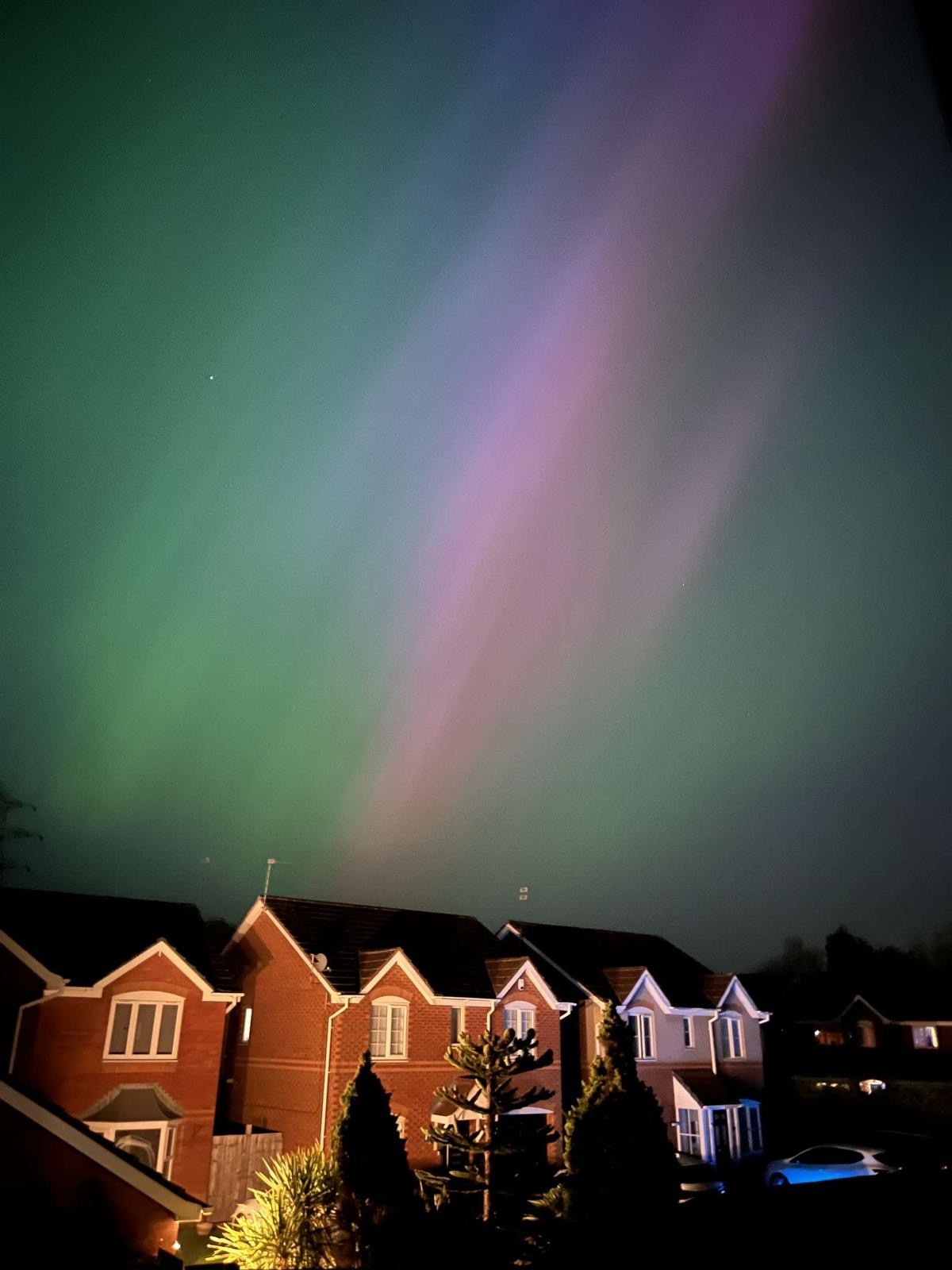
Торнтон-Кливлис[англ.], Ланкашир, Великобритания (53°N)
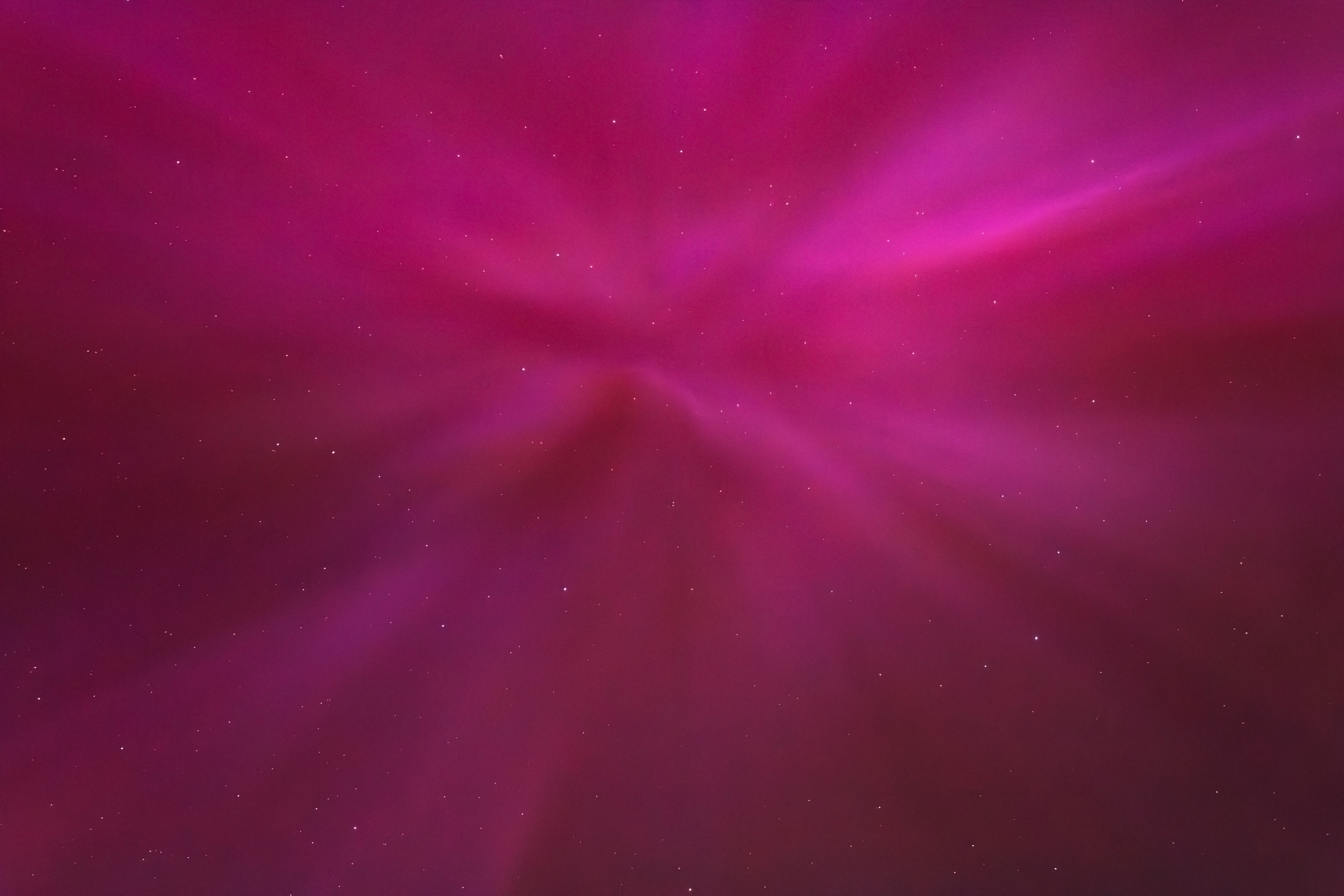
Брастад[англ.], Бохуслен, Швеция (58°N)
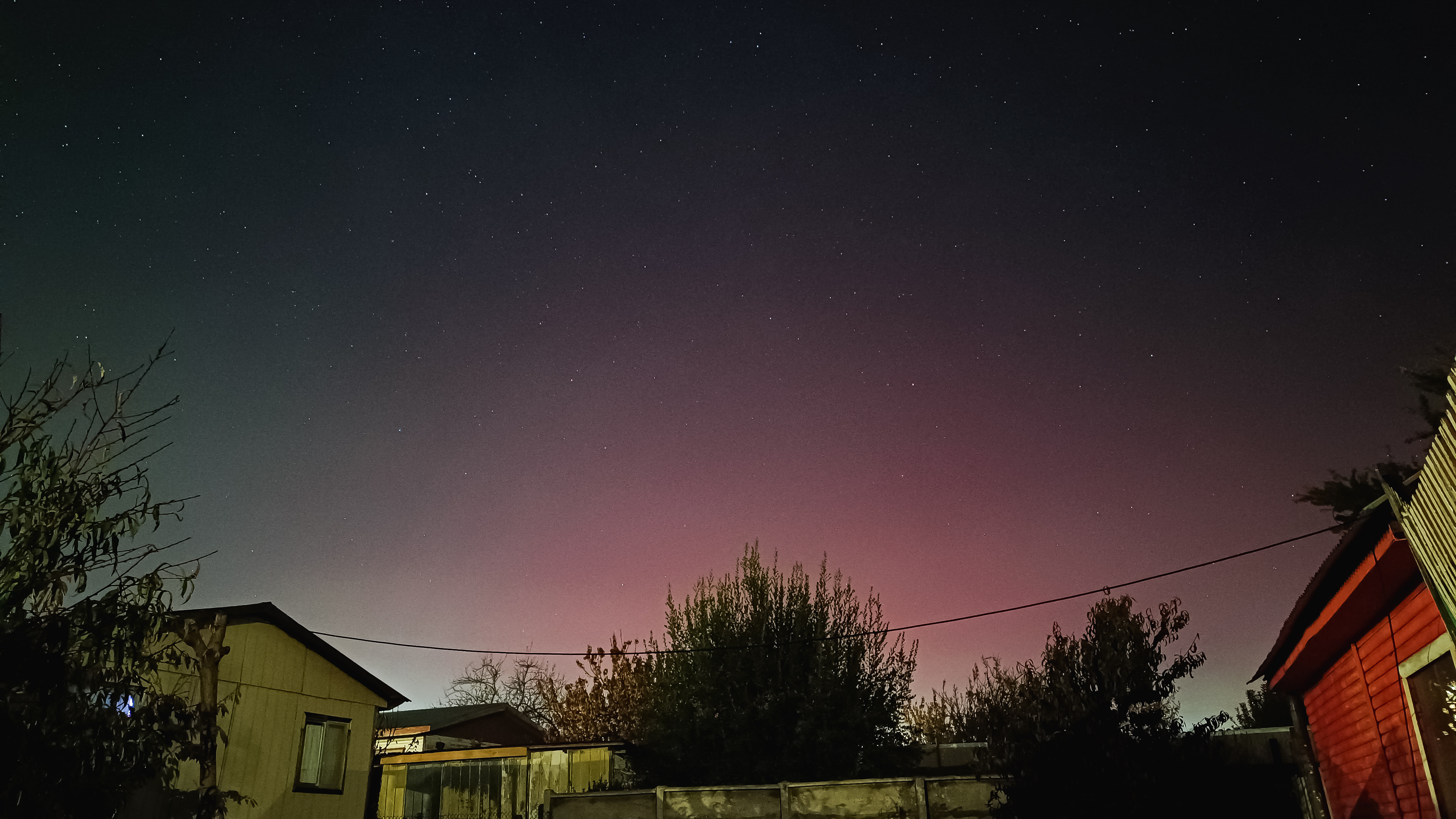
Кильон, Ньюбле, Чили (36°S)